# Comuna Borlänge
Borlänge (Borlänge kommun) este o comună din comitatul Dalarnas län, Suedia, cu o populație de 50.023 locuitori (2013).

## Geografie

### Zone urbane
Lista celor mai mari zone urbane din comună (anul 2015) conform Biroului Central de Statistică al Suediei:
| Nr | Zona urbană     | Pop.   |
| -- | --------------- | ------ |
| 1  | Borlänge        | 41.955 |
| 2  | Romme           | 1.735  |
| 3  | Ornäs           | 1.083  |
| 4  | Torsång         | 712    |
| 5  | Halvarsgårdarna | 317    |
| 6  | Idkerberget     | 252    |
| 7  | Norr Amsberg    | 238    |
| 8  | Repbäcken       | 233    |

## Demografie
| \| Evoluția demografică în comuna Borlänge, 1970–2015 \| Evoluția demografică în comuna Borlänge, 1970–2015 \| Evoluția demografică în comuna Borlänge, 1970–2015 \| Evoluția demografică în comuna Borlänge, 1970–2015 \| Evoluția demografică în comuna Borlänge, 1970–2015 \| \| ----------------------------------------------------------------------------------------------------- \| -------------------------------------------------- \| -------------------------------------------------- \| -------------------------------------------------- \| -------------------------------------------------- \| \| An \| \| \| Locuitori \| \| \| 1970 \| 1970 \| \| 43 854 \| 43 854 \| \| 1975 \| 1975 \| \| 46 208 \| 46 208 \| \| 1980 \| 1980 \| \| 46 794 \| 46 794 \| \| 1985 \| 1985 \| \| 45 858 \| 45 858 \| \| 1990 \| 1990 \| \| 46 671 \| 46 671 \| \| 1995 \| 1995 \| \| 48 461 \| 48 461 \| \| 2000 \| 2000 \| \| 47 206 \| 47 206 \| \| 2005 \| 2005 \| \| 46 987 \| 46 987 \| \| 2010 \| 2010 \| \| 49 251 \| 49 251 \| \| 2015 \| 2015 \| \| 50 988 \| 50 988 \| \| Sursa: SCB - Statistika Centralbyrån, Folkmängd efter region, civilstånd, ålder och kön. År 1968–2016 \| \| \| \| \| |      |  |           |        |
| Evoluția demografică în comuna Borlänge, 1970–2015 |      |  |           |        |
| An |      |  | Locuitori |        |
| 1970 | 1970 |  | 43 854    | 43 854 |
| 1975 | 1975 |  | 46 208    | 46 208 |
| 1980 | 1980 |  | 46 794    | 46 794 |
| 1985 | 1985 |  | 45 858    | 45 858 |
| 1990 | 1990 |  | 46 671    | 46 671 |
| 1995 | 1995 |  | 48 461    | 48 461 |
| 2000 | 2000 |  | 47 206    | 47 206 |
| 2005 | 2005 |  | 46 987    | 46 987 |
| 2010 | 2010 |  | 49 251    | 49 251 |
| 2015 | 2015 |  | 50 988    | 50 988 |
| Sursa: SCB - Statistika Centralbyrån, Folkmängd efter region, civilstånd, ålder och kön. År 1968–2016 |      |  |           |        |